# Alexandra Le Hénaff
Alexandra Rannou Le Hénaff née le 12 juillet 1978 à Quimper, est une coureuse cycliste française.

## Palmarès sur route
- 1996
  -  Championne de France sur route juniors
- 1998
  - 1re étape du Tour de Navarra
- 2001
  - 1re étape du Tour de Drome
- 2002
  - 2e de GP Les Forges
- 2003
  - GP Les Forges
- 2004
  - 1re étape de Tour de la Haute-Vienne
  - 2e de Tour de la Haute-Vienne
  - 2e de Tour féminin en Limousin
- 2005
  - Cholet-Pays de Loire Dames
  - 2e de la coupe de France
- 2006
  - 1re étape de La Grande Boucle

## Palmarès en cyclo-cross
- 2010
  - Lanarvily